# Baviera-Múnich
Baviera-Múnich (en alemán: Bayern-München) fue un ducado que fue parte del Sacro Imperio Romano Germánico desde 1392 hasta 1505.

## Historia
Después de la muerte de Esteban II en 1375, sus hijos Esteban III, Federico, y Juan II gobernaron conjuntamente Baviera-Landshut. Después de diecisiete años, los hermanos decidieron formalmente dividir su herencia. Juan recibió Baviera-Múnich, Esteban recibió Baviera-Ingolstadt, mientras que Federico conservó Baviera-Landshut. En 1429 porciones de Baviera-Straubing incluyendo la ciudad de Straubing fueron unidas con Baviera-Múnich. El ducado existió por poco más de cien años antes de que Baviera fuera reunificada bajo Alberto IV, Duque de Baviera.

## Duques
Los duques fueron:
- Juan II 1392-1397
- Ernesto (hijo) 1397-1438
- Guillermo III (hermano) 1397-1435
- Adolfo (hijo) 1435-1439
- Alberto III «el Piadoso», hijo de Ernesto (1439-1460)
- Juan IV (hijo) (1460-1463)
- Segismundo (hermano) 1460-1465)
- Alberto IV el Sabio (hermano) 1465-1503)
- Cristóbal (hermano) 1465-1493)

- Datos: Q552033